# Perwaja Liga 1992/93
1. WEITERLEITUNG Offene Russische Eishockeymeisterschaft 1992/93